# Portador (Semana Santa)

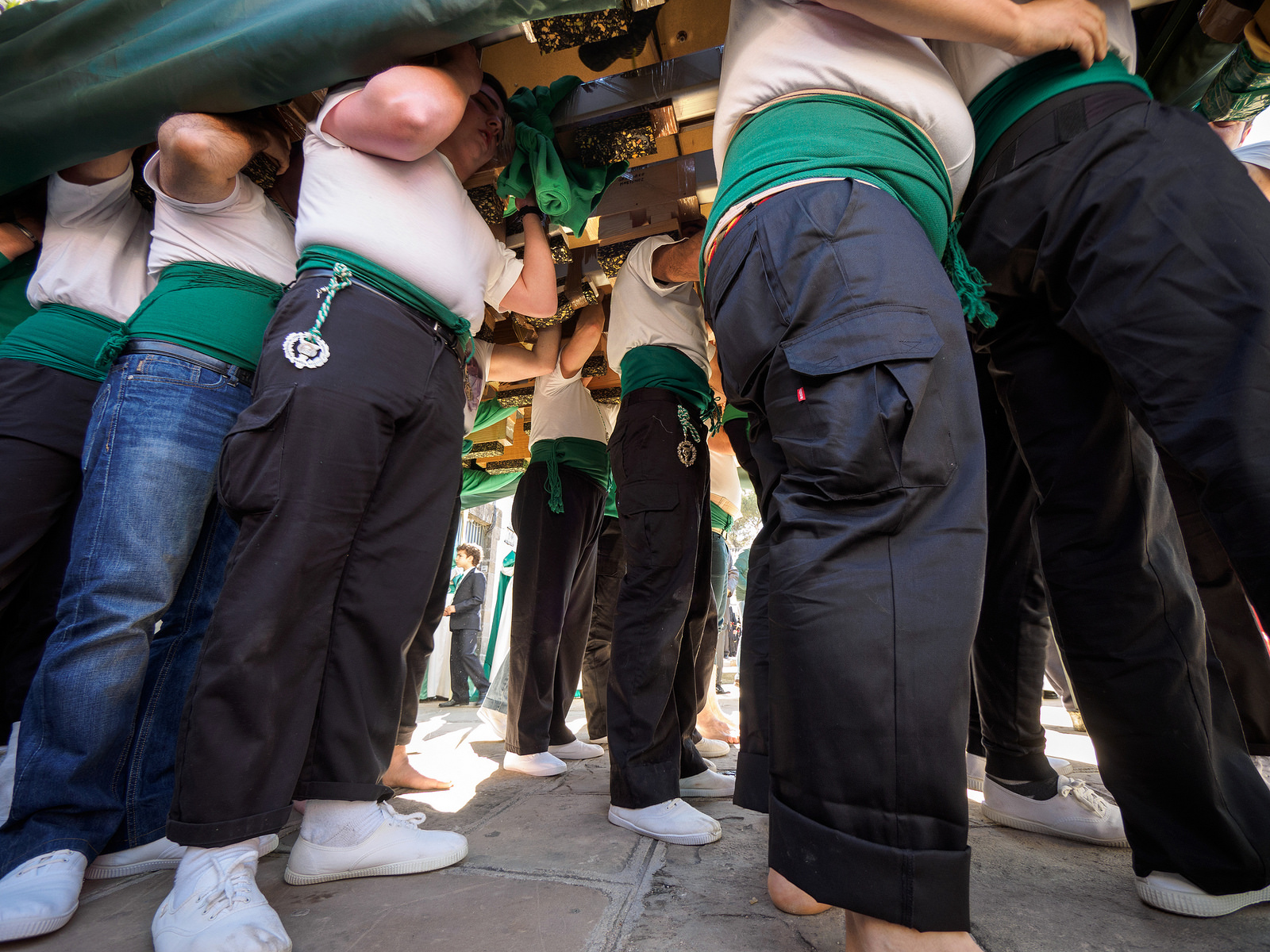
Cargadores del paso de palio de la hermandad de la Borriquilla de Baeza en 2016. Apréciese el sistema de doble trabajadera longitudinal tradicional en los pasos de la Semana Santa giennense-granadina.

Suele llamarse portadores, cargueros, o incluso hombres de trono, a las personas que llevan los pasos  de las cofradías de Semana Santa desde el interior de los mismos usando para ello uno o los dos hombros, pero no la cerviz como hacen los llamados costaleros. 
Para llevar los pasos desde el interior, los portadores o cargadores utilizan trabajaderas longitudinales (paralelas a los costeros del paso) que pueden ser, a su vez, simples o pareadas: 
- Los pasos que se cargan con un solo hombro requieren, lógicamente, una sola trabajadera (o simple) por cargador. Este es el caso en la Semana Santa de Cádiz, donde quienes portan los pasos de este modo son conocidos en exclusiva como cargadores.[1][2]
- Los pasos que se cargan con los dos hombros requieren, sin embargo, dos trabajaderas (o pareadas) por portador. Estas trabajaderas son conocidas como utreranas o granadinas. En este caso cada portador introduce la cabeza entre las dos trabajaderas, haciendo que el peso cargue simultáneamente sobre los dos hombros. Este sistema de carga es el tradicional en las hermandades de la ciudad de Utrera y en las diócesis de Jaén y Granada, siendo especialmente prominente en la ciudad catedralicia de Baeza. Los hombres y mujeres que utilizan este sistema suelen ser llamados indistintamente portadores o cargadores (incluso erróneamente costaleros), excepción hecha de la ciudad de Jaén donde se los suele denominar promitentes.[3][4]

En cualquiera de los dos casos, los hombros de los portadores están protegidos tan solo por las almohadillas que recubren la cara inferior de las trabajaderas (excepto en Cádiz donde se carga sin protección alguna) de modo que los portadores o cargadores no utilizan ninguna prenda protectora ceñida a la cabeza (como sí hacen los costaleros); tan solo una faja para proteger la región lumbar. 
Como suele ser general en cualquiera de los sistemas para portar pasos, para realizar su labor la cuadrilla o conjunto de portadores o cargadores de cada uno de los pasos suele distribuirse en su interior de mayor a menor estatura.